# Carnaval da Argentina

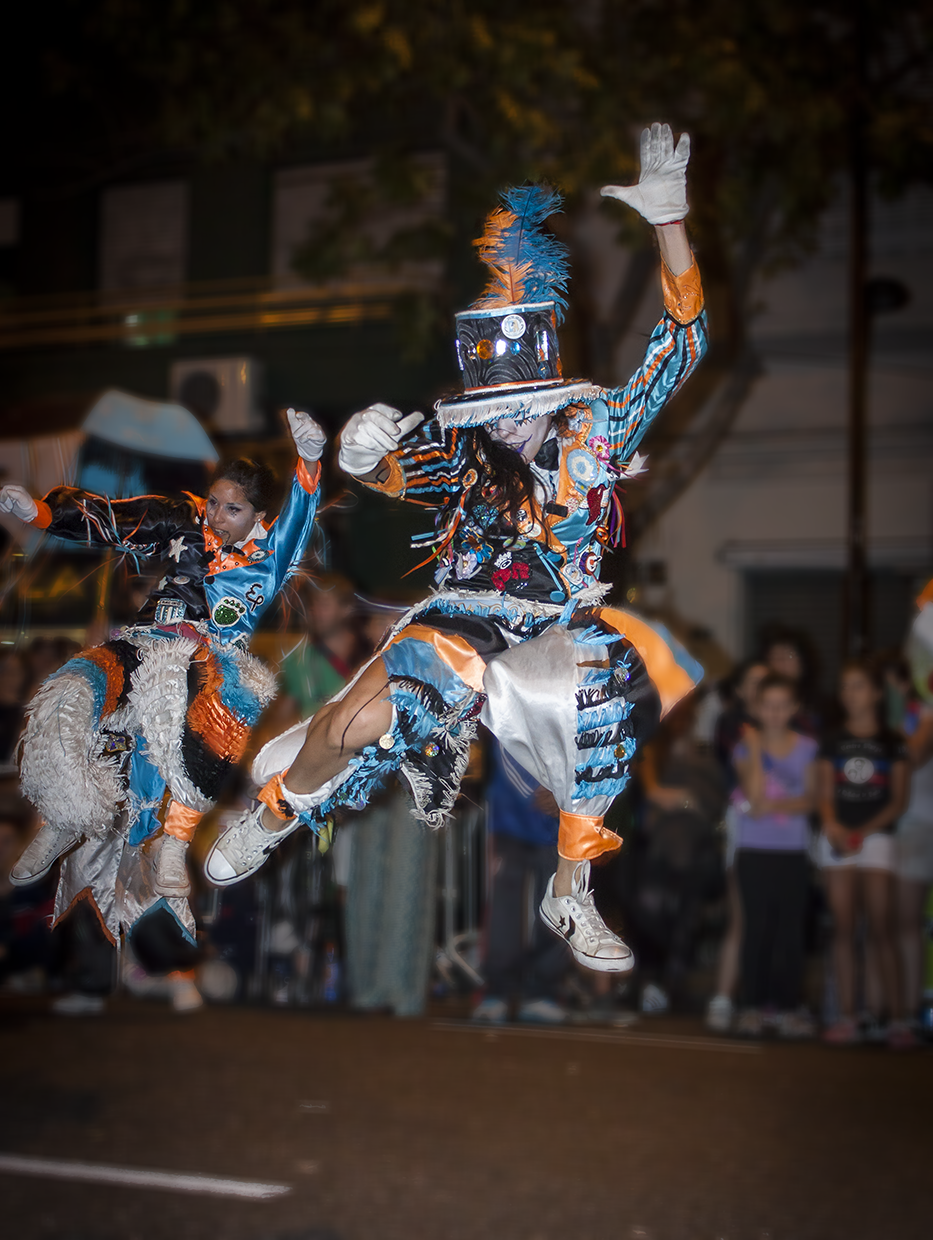
Carnaval em Buenos Aires (2014).

Carnaval da Argentina varia marcadamente entre as regiões do país. Merecem especial atenção as festividades em Corrientes, Entre Ríos e San Luis, além da cidade de Buenos Aires. em 1976, a ditadura militar decretou a eliminação do feriado do Carnaval do calendário oficial, visando ganhar maior quantidade de dias produtivos. no ano de 2005, porém, o governo da cidade de Buenos Aires determinou que os dias de Carnaval seriam feriados para os trabalhadores públicos da cidade. Em 2011 o "Feriado do Carnaval" foi reimplantado na Argentina pelo governo federal. no ano de 2010 surgiu na cidade de San Luis, um carnaval cujo leva integrantes do Carnaval brasileiro.

## Carnaval de Monte Caseros
Monte Caseros, assim como outras cidades do Província de Corrientes, é conhecida por seu carnaval. sendo chamado de "Capital do Carnaval Artesanato". No início, esta celebração era praticado em clubes da cidade. Na década de 1950 começavam a ser submetidos na antiga Plaza 9 de Julio (atual usina de purificação de água): foi praticado desde a 16:00 às 19:00, era proibido brincar com água e só podendo ser reproduzido com corte de papel. tendo em 1962 transferindo-se para a Avenida Alvear (atual Avenida Eva Duarte de Perón), reservando 3 quarteirões entre as ruas Perello e a Espanha, e ficou sem efeito a proibição de brincar com água. no ano 2000, foi transferido novamente, desta vez no corsódromo "Ayala" na rua Juan Pujol. Em 2008 devido as queixas dos vizinhos, levou-se a criação do Corsódromo Passos de Figo.

## Carnaval em San Luis
O Carnaval do Rio de Janeiro em San Luis surgiu com o intuito de mostrar o Carnaval Carioca para os Argentinos. tendo seu início em 2010, quando sambistas de diversas escolas de samba cariocas viajaram de ônibus até a Província de San Luis, onde fizeram história. tendo a parceria da Ani7-GangaZumba, junto com o Governo da Província. contando com as duas escolas: A e B, com componentes das escolas de samba do Rio de Janeiro misturados. tendo nessas escolas, intérpretes como Clóvis Pê, Thiago Brito e Igor Sorriso, rainhas de bateria como Viviane Araújo e Quitéria Chagas. além de carnavalescos como Jorge Caribé e Milton Cunha só para idealizarem as alegorias. 
No ano de 2012, San Luis passou a ter sua primeira escola de samba. a Sierras del Carnaval, onde a confecção de seu primeiro desfile foi feito por pessoas da AMEBRAS, que tem um barracão onde ensinaram em workshops, tudo do Carnaval Brasileiro para os Puntanos. além disso, envolvido no contexto, aulas de samba e bateria. nesse desfile. que ficou a cargo de Milton Cunha e ainda havendo a possibilidade desse Carnaval no futuro, ter um juri de carnaval.